# Oxydia subdensata
Oxydia subdensata là một loài bướm đêm trong họ Geometridae.